# Die Aktion
Die Aktion è stato un settimanale di carattere politico-letterario fondato da Franz Pfemfert nel 1911.

## Storia
Dal 1912 la rivista assunse il nome esteso di Wochenschrift für Politik, Literatur und Kunst e promosse ogni idea rivoluzionaria in campo artistico, letterario e sociale. Legato soprattutto all'espressionismo, il settimanale riuniva giornalisti, poeti e pittori di sinistra in un ambiente radicale internazionale e pacifista.
Venivano regolarmente stampati disegni xilografie in bianco e nero che raffiguravano le opere di Paul Cézanne, Honoré Daumier, Eugène Delacroix, Raoul Dufy, Lyonel Feininger, Vincent van Gogh, Franz Marc, Ludwig Meidner, Egon Schiele e Karl Schmidt-Rottluff.
Dopo la rivoluzione di novembre la rivista divenne esclusivamente un organo politico e andò sempre più in declino, sino alla chiusura definitiva nel 1932.